# Kannawurf

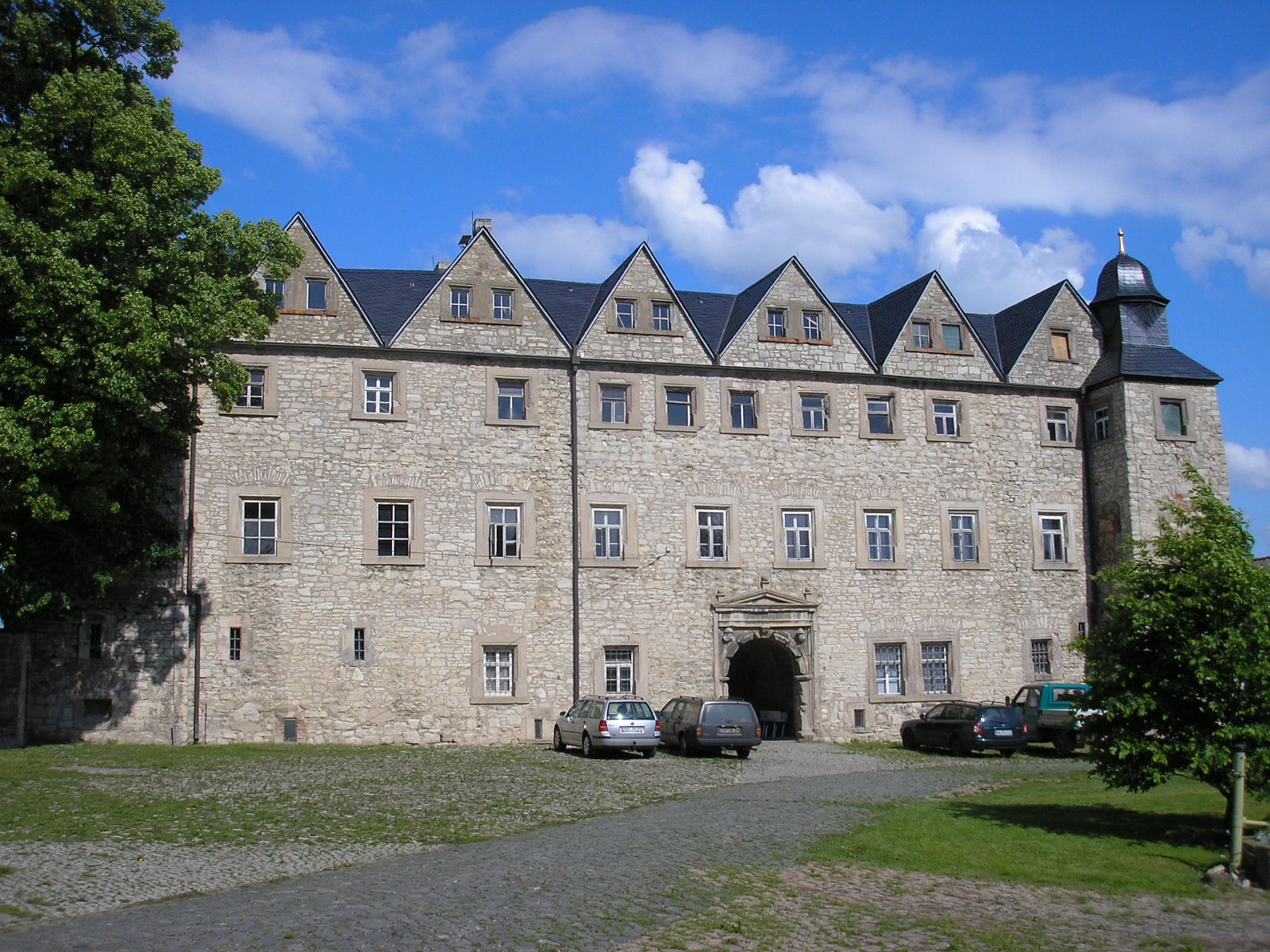
Westansicht des Schlosses

Kannawurf ist ein Ortsteil der Landgemeinde Kindelbrück im Landkreis Sömmerda in Thüringen.

## Geografie
Kannawurf liegt zwischen Hainleite und Wipper nahe der Thüringer Pforte. Nördlich des Ortes erhebt sich der östlich des Wipperdurchbruches befindliche Teil der Hainleite, welcher auf alten Karten auch „Wenige Hainleite“ genannt wird. Die Wipper fließt direkt am südlichen und östlichen Rand der Ortslage vorbei und mündet nur 2,5 km weiter nordöstlich bei Sachsenburg in die Unstrut.
Umliegende Ortschaften sindː im Norden jenseits der Hainleite Seehausen, im Nordosten Oldisleben und Sachsenburg, im Ostenː Gorsleben und Etzleben, im Südostenː Büchel, im Südenː Riethgen, im Südwestenˑdie Kleinstadt Kindelbrück, im Westenː Bilzingsleben; und im Nordwesten der Weiher Düppel bzw. das dahinterliegende Dorf Günserode.

## Geschichte
Erstmals wurde das gleichnamige Ministerialengeschlecht von Kannewurf 1221 genannt, das hier seinen Stammsitz bis 1350 hatte. An der Stelle des Schlosses stand ursprünglich eine Wasserburg. Mit der Burg haben damals die Herren die von Erfurt über Weißensee und Sangerhausen nach Magdeburg führende Straße beschützt und kontrolliert. Bei Kindelbrück überquerte die Straße die Wipper. Der 1221 erwähnte Albert von Kannawurf könnte der Erbauer der Burg gewesen sein.
1564 baute Georg II. Vitzthum von Eckstedt das Renaissanceschloss Kannawurf auf dem seit 1539 im Familienbesitz befindlichen Gut; daneben gab es drei weitere Rittergüter im Ort. Inschriften an Türen und Fenstern datieren in die Zeit zwischen 1563 und 1565. Die erhaltene Turmglocke aus dem Jahr 1586 ist mit dem Familienwappen verziert. Der Nordflügel beherbergte die Repräsentationsräume, darunter einen großen Saal; der Südflügel war Wirtschafts- und Wohnfunktionen vorbehalten, u. a. befand sich dort die Schlossküche. Verlies, Glockenturm, eine hölzerne Galerie aus dem 16. Jahrhundert und imposante Kellergewölbe runden das Ensemble ab. Nach Georgs Tod 1570 erhielten seine fünf Söhne das Schloss. Johann Friedrich I. Vitzthum von Eckstedt verpachtete das Gut 1661, da er durch den Dreißigjährigen Krieg verschuldet war.
1685 ersteigerte die Familie von Bose den Besitz. In einer Umbauphase im 18. Jahrhundert unter der Ägide der Bose wurden Veränderungen in der Raumaufteilung und der Dachlandschaft vorgenommen. 1726 ging der Besitz an die von Helmolt, später an weitere Besitzer, 1839 an die Fürsten von Schwarzburg-Sondershausen.
Kannawurf gehörte bis 1815 zum kursächsischen Amt Sachsenburg. Durch die Beschlüsse des Wiener Kongresses kam es zu Preußen und wurde 1816 dem Landkreis Eckartsberga im Regierungsbezirk Merseburg der Provinz Sachsen zugeteilt, zu dem es bis 1944 gehörte.
Anlässlich des 300-jährigen Reformationsjubiläums 1817 wurde hinter dem Dorf Luthers Garten angelegt und mit Obstbäumen bepflanzt.
Während des Zweiten Weltkrieges mussten zahlreiche Frauen und Männer aus Polen und der Ukraine Zwangsarbeit auf dem 'Rittergut und der Staatsdomäne leisten.

### Sowjetische Besetzung und DDR-Zeit
Im Mai und Juni 1945 gehört Kannawurf, wie das restliche Gebiet Mitteldeutschlands zur amerikanischen Besatzungszone, welche sich, bereits in den ersten Julitagen Richtung Hessen und Bayern zurückziehen, wie auf der Konferenz von Jalta im Februar 1945 bereits vorgesehen. Gleichzeitig rückt die Rote Armee nach, und mit ihr bekommt nun auch die sowjetische Militäradministration die Kontrolle und Macht über ganz Mitteldeutschland.
Unter Aufsicht der sowjetischen Militäradministration wurde am 21. Juli 1947 erstmals das Land Sachsen-Anhalt gebildet, welchem der gesamte Regierungsbezirk Merseburg zugeordnet wurde, so auch der gesamte Landkreis Eckardsberga mit dem Ort Kannawurf.
Am 25. Juli 1952 wurden die in der DDR noch verbliebenen Bundesländer aufgelöst und auf Bezirke aufgeteilt. An demselben Tag wurde der Kreis Artern gebildet, aus Gemeinden des aufgelösten Landkreises Kölleda (vor 1950 Landkreis Eckardsberga), und den verkleinerten Landkreisen Querfurt, Sangerhausen und Sondershausen. Kannawurf kam somit in den Kreis Artern, und mit diesem in den Bezirk Halle.

### Nach der Wiedervereinigung 1990
Kurz vor der Wiedervereinigung 1990 mussten schnellstens wieder Bundesländer gebildet werden, da die einmalige Möglichkeit der Wiedervereinigung vom Wohlwollen Michail Gorbatschows abhängig war, welche jederzeit wieder Rückgängig gemacht werden konnte. Eile war geboten. Für die 4 thüringisch geprägten Kreise des Bezirkes Halle (Sangerhausen, Artern, Nebra und Naumburg) waren ursprünglich Volksabstimmungen zur Länderzugehörigkeit vorgesehen. Nur der Kreis Artern konnte diese in die Wirklichkeit umsetzen, da man hier den Termin zum Volksentscheid vorzog, ihn gleich mit der ersten demokratischen Kreistagswahl am 6. Mai 1990 zusammenlegte, mit dem Resultat eines überwältigenden Zuspruchs für Thüringen. Die anderen 3 Kreise kamen zu spät. Nach der Kreistagswahl im Mai 1990 wurden aus Zeitmangel keinerlei Volksentscheide mehr anerkannt, flossen nicht mehr in das Ländereinführungsgesetz ein. Die schnellstmögliche, unwiderrufliche Wiedervereinigung hatte absoluten Vorrang. So schaffte es nur der Kreis Artern nach Thüringen. Und mit ihm Kannawurf.
Mit der Kreisreform Thüringen vom 1. Juli 1994 wurde der Kreis Artern mit dem Kreis Sondershausen zum Kyffhäuserkreis zusammengeschlossen, aber ohne die Gemeinden Bilzingsleben, Düppel und Kannawurf, welche erstmals zum Landkreis Sömmerda kamen.
Am 1. Januar 2019 wurde die Gemeinde Kannawurf mit Frömmstedt, Bilzingsleben und Kindelbrück zur neuen Landgemeinde Kindelbrück zusammengeschlossen. Zuvor gehörte sie der Verwaltungsgemeinschaft Kindelbrück an.

## Politik

### Gemeinderat
Der Gemeinderat aus Kannawurf setzte sich aus 12 Ratsfrauen und Ratsherren zusammen.
- WG Feuerwehr Verein Kannawurf 3 Sitze
- WG TSV 5 Sitze

(Stand: Kommunalwahl 2009)

### Bürgermeister
Der ehrenamtliche Bürgermeister Sandro Knauf (Fraktion Feuerwehr Verein Kannawurf) wurde am 5. Juni 2016 mit 221 Stimmen (69,7 %) gewählt und löste damit Hans Meyer ab.

## Kultur und Sehenswürdigkeiten

### Schloss Kannawurf
Das nach 1990 gerettete, davor im Verfall befindliche Schloss ist seit dem Sommer 2007 im Besitz des thüringischen Denkmalpflegezentrums und des Künstlerhauses Thüringen e. V. Ziele dieser beiden Vereine sind die Erhaltung und kulturelle Nutzung des Schlosses. Seit Mai 2008 finden im restaurierten Schloss Kannawurf wieder regelmäßig kulturelle Veranstaltungen statt.

### Kirche

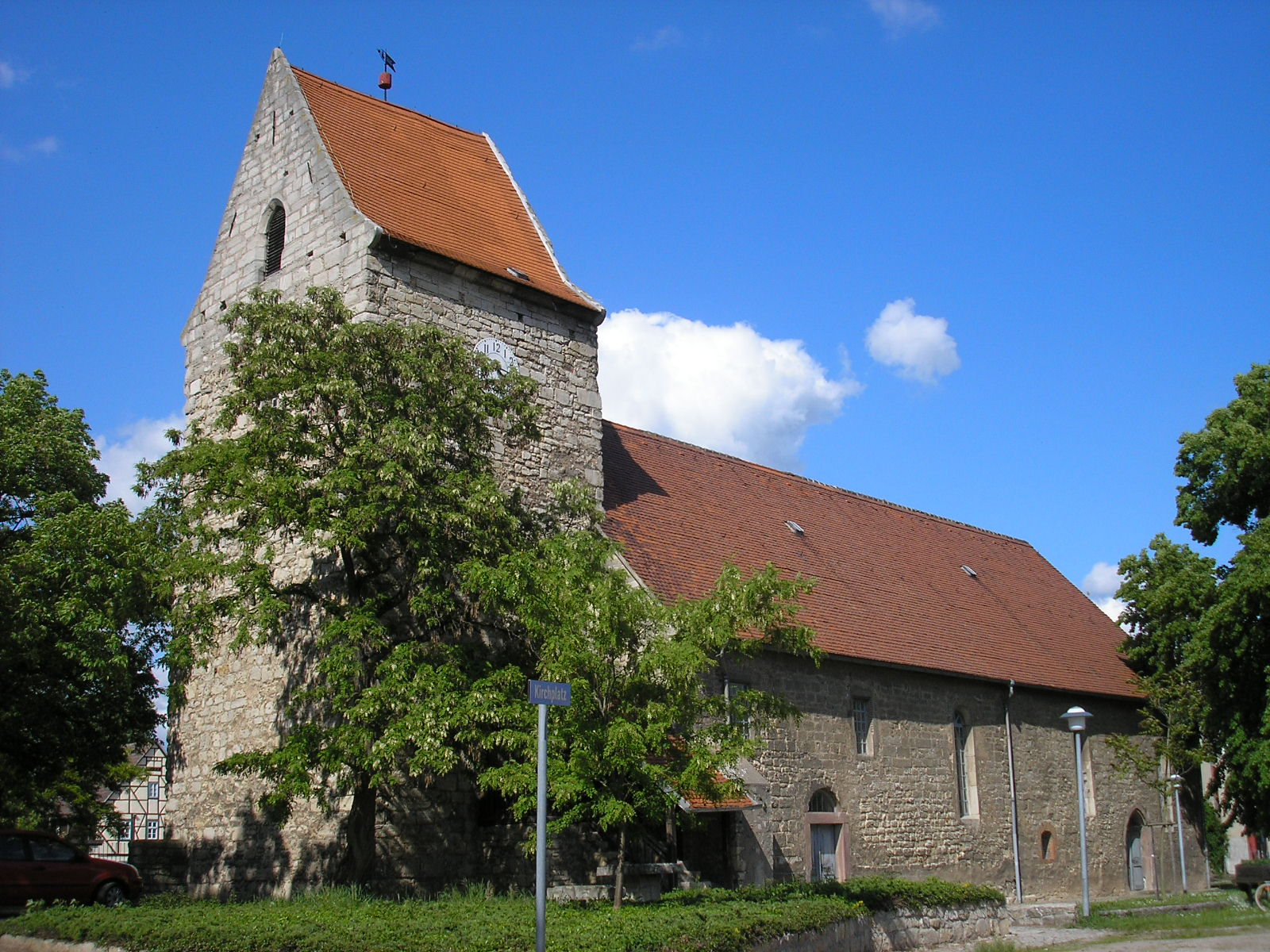
Dorfkirche St. Peter und Paul

St. Peter und Paul. Die Kirche St. Nicolai war im 18. Jahrhundert bereits nicht mehr vorhanden.

### Museum
- Heimatmuseum

### Kulturdenkmale
- siehe Liste der Kulturdenkmale in Kindelbrück

## Persönlichkeiten
- Friedrich Georg Göthe (1657–1730), Schneidermeister, Großvater von Johann Wolfgang von Goethe
- Christian Friedrich von Helmolt (1721–1779), kursächsischer Amtshauptmann
- Annie Leuch-Reineck (1880–1978), Schweizer Mathematikerin, Pädagogin und Frauenrechtlerin